# Капела Источни петак у Жабљану
Капела Источни петак у Жабљану, насељеном месту на територији града Лесковца, православни је храм који припада Епархији нишкој Српске православне цркве.
Капела посвећена Светој Тројици, освештана је 2008. године.
Овај капелни храм има своју занимљиву историју покушаја градње. Према причи старијих мештана, у време комунистичких власти, крајем педесетих година 20. века, мештанин Жабљана, по имену Рака Пантин, започео је да гради малу капелу на сеоској утрини упркос забрани власти да се на њој нешто зида. Пошто је градња била забрањена, он је долазио искључиво ноћу и у то време су се изводили радови. Међутим, у више наврата власти су рушиле оно што се у једном периоду изгради.
Упркос томе направљена је мала капелица, код које су се људи окупљали ради молитве. На крају је она срушена, а рушевине су све више пропадале, док осамдесетих година није кренула њена обнова у време свештеника Вукашина Ђорђевића. Тада је подигнута једноброда базилика без куполе. Међутим, пошто се храм налази на порозном тлу постојала је опасност да га однесе клизиште. Тако је 2007. године предузета адаптација терена и уз капелу је дограђен звоник. Најзаслужнији за адаптацију овог молитвеног места био је угоститељ из Жабљана, Момчило Јоргаћевић и тадашњи парох јереј Владан Ранђеловић, након чега је црква освећена у октобру 2008. године од стране епископа Иринеја. Данас је у богослужбеној употреби.